# Pierre-Élisabeth de Fontanieu
Pierre-Élisabeth de Fontanieu (Parigi, 10 dicembre 1731 – Parigi, 30 maggio 1784) è stato un funzionario francese, intendente e controllore generale del Garde-Meuble della corona francese dal 1767 alla sua morte, nel 1784.

## Biografia

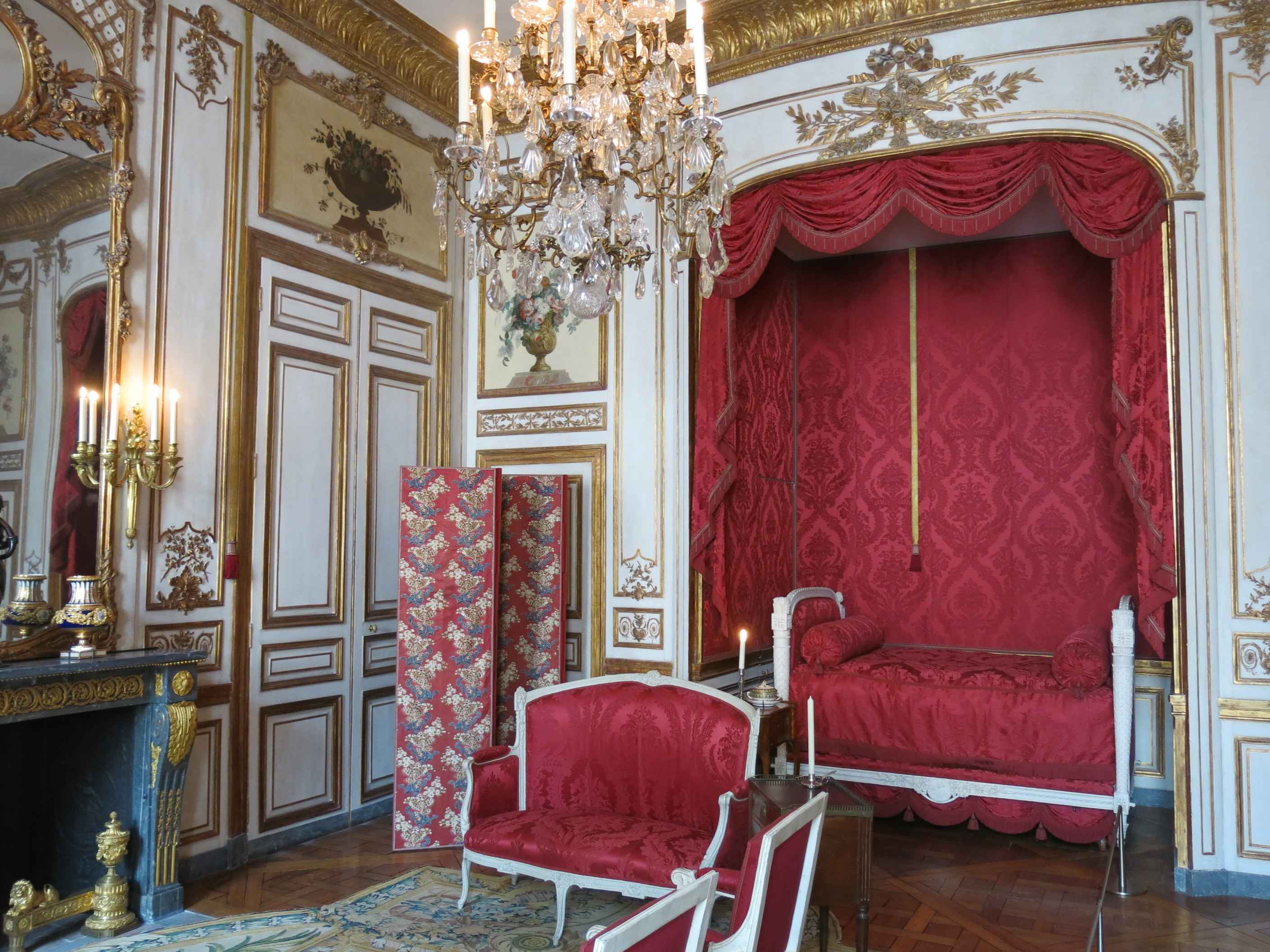
La camera di Fontanieu nell'attuale Hôtel de la Marine

Succedette al padre, Gaspard-Moïse de Fontanieu (1694-1767), Marchese di Fiennes e di Fontanieu, Controllore Generale dei Mobili della Corona dal 1718 al 1767, e fratello di Cécile Geneviève de Fontanieu, moglie di Charles Gabriel de Belzunce.
Il principale successo di Fontanieu fu l'allestimento dell'Hôtel du Garde-Meuble in Piazza Luigi XV a Parigi, per soddisfare le varie esigenze della sua amministrazione: magazzini, laboratori, appartamenti per il personale, stalle, cucine, caldaie, laboratori di tessitura e pittura, gallerie espositive e così via.
Come gentiluomo dell'Illuminismo, libertino e illuminato, riunì la quintessenza di ciò che era più lussuoso, raffinato e innovativo in termini di arti decorative e design d'interni nel XVIII secolo, guidando così il gusto francese ed europeo e spingendolo a un livello di eccellenza senza pari.
Mercanti, artisti, artigiani e mecenati delle arti affollavano il Garde-Meuble, dove venivano accolti in sale espositive talvolta più sontuose delle case reali, con l'obiettivo di fornire a queste ultime le più recenti novità in fatto di ornamenti.
Nel 1777 Fontanieu inaugurò anche i princìpi di "esposizione" e di "museo", aprendo gallerie dedicate al pubblico ogni primo martedì del mese dalle 9 alle 13 "da Quasimodo a San Martino" (ossia dalla prima domenica dopo Pasqua all'11 novembre).
Nel 1779 divenne membro dell'Accademia Reale Svedese delle Scienze.
Nel 1784 chiese di ritirarsi per motivi di salute e Marc-Antoine Thierry, barone di Ville-d'Avray, che lo assisteva ufficialmente dal febbraio 1784, divenne controllore generale del Garde-Meuble della Corona alla sua morte, avvenuta nel maggio dello stesso anno.